# Червоний корал
Червоний корал (Corallium rubrum) — вид коралових поліпів, що належать до ряду Alcyonacea родини Coralliidae.

## Загальна характеристика

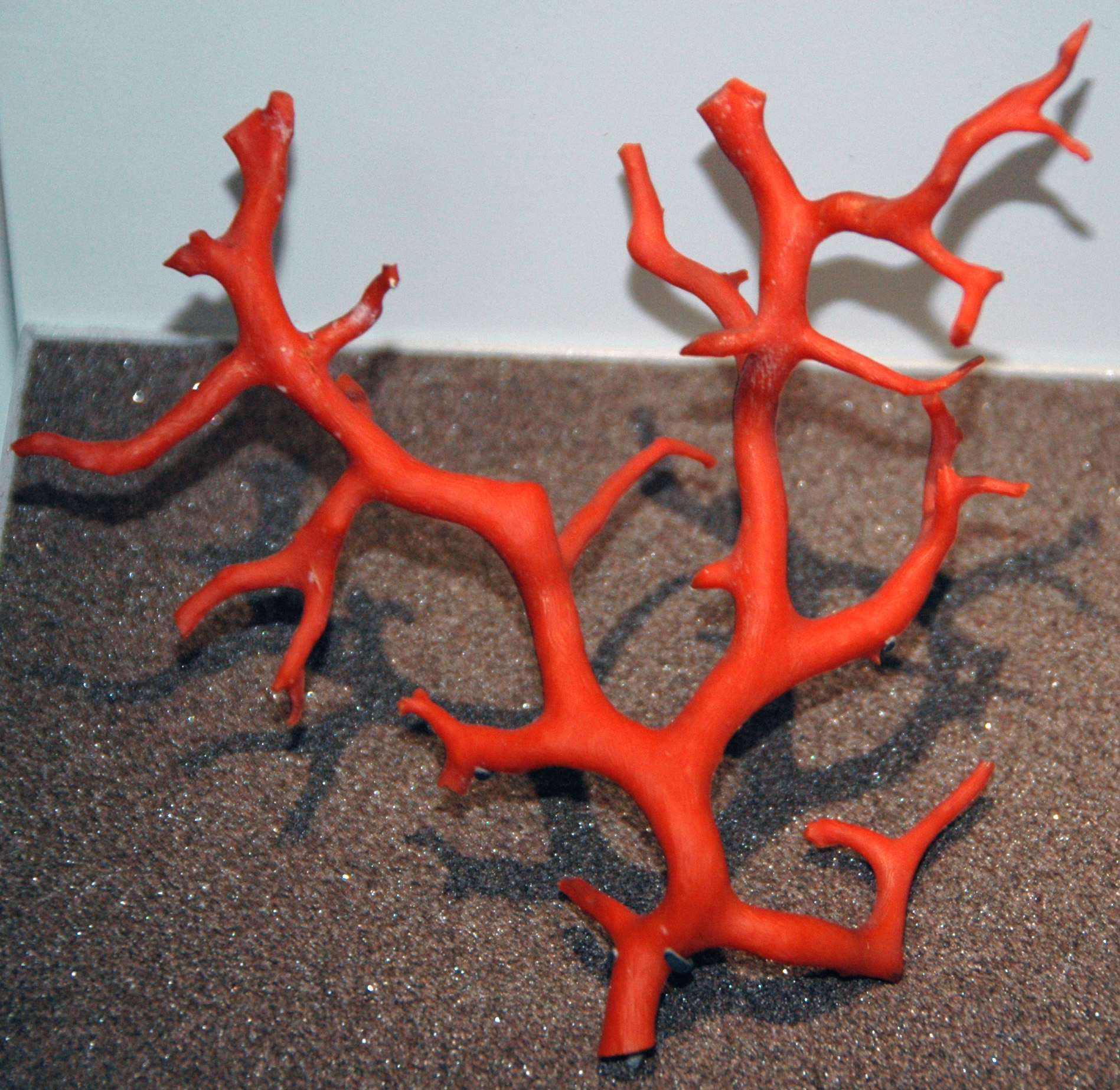
Гілка червоного корала

Осьовий скелет колонії утворюється в результаті злиття вапнякових спікул, забарвлених органічним пігментом у червоний або рожевий, зрідка — блакитний і чорний кольори.
Мешкає на глибині 10-200 метрів у Середземному морі (біля берегів Італії, Алжиру, Тунісу, Марокко), Червоному морі, в Тихому та Індійському океанах (біля берегів Японії, Малайзії, Австралії, в районі Гавайських островів). Утворює розгалужені колонії, що міцно прикріплюються до скелястого ґрунту. Поліпи білі, мають віночок з восьми перистих щупалець. Червоні корали мають форму маленьких безлистяних «кущів» і можуть виростати до метра у висоту.

## Прикраси

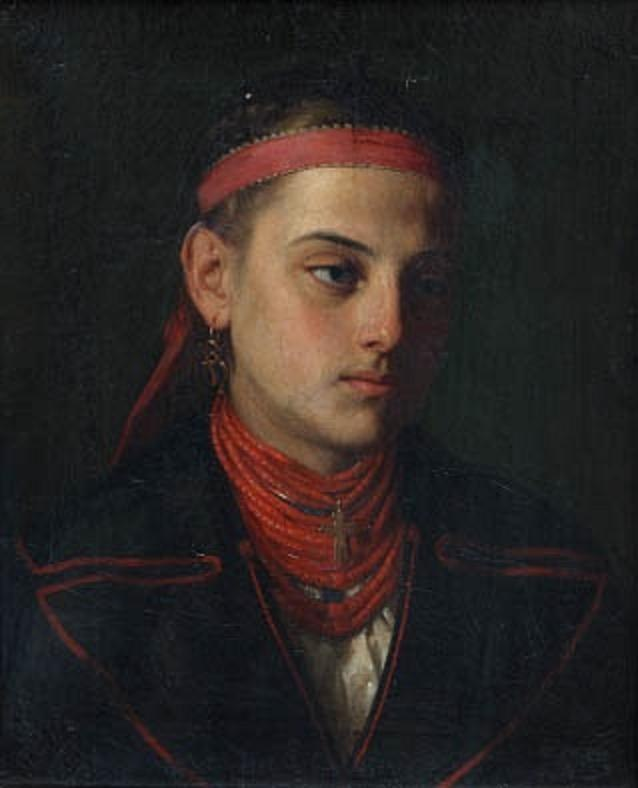
Коралі — намисто із коралових намистинок

Червоні корали ще з античних часів використовують для виготовлення прикрас, причому вони цінуються набагато більше, аніж інші види коралів.